# ريكي مينارد
ريكي مينارد (بالإنجليزية: Ricky Minard)‏ مواليد 11 سبتمبر 1982 في مانسفيلد، هو لاعب كرة سلة أمريكي. بدأ مسيرته الاحترافية في سنة 2004. تم اختياره من قبل فريق سكرامنتو كينغز خلال الدرافت. يلعب في الدوري الفنلندي لكرة السلة. يحمل الرقم 24. يبلغ طوله 6 قدم 5 بوصة (2.0 م).

## المسيرة الاحترافية
لعب مع بييلا لكرة السلة في سنة 2005، ثم لعب مع بالاكانسترو ريجيانا في الدوري الإيطالي من سنة 2005 إلى 2007، ثم لعب مع سوتور باسكت مونتيجرانارو من سنة 2007 إلى 2009، ثم لعب مع فيرتوس روما في الدوري الإيطالي في موسم 2009–2010، ثم لعب مع خيمكي في الدوري الروسي في سنة 2010، ثم لعب مع كازالي في سنة 2012، ثم لعب مع فيرتوس بالاكانسترو بولونيا في موسم 2012–2013.

## روابط خارجية
- ريكي مينارد على موقع سبورتس رفرنس (الإنجليزية)
- ريكي مينارد على موقع كرة السلة الأوروبية.كوم (الإنجليزية)
- ريكي مينارد على موقع كلية كرة السلة في سبورتس رفرنس.كوم (الإنجليزية)
- ريكي مينارد على موقع ريلجم (الإنجليزية)
- ريكي مينارد على موقع سبورتس رفرنس (الإنجليزية)
- ريكي مينارد على موقع سبورتس رفرنس (الإنجليزية)